# Hahnia michaelseni
Hahnia michaelseni là một loài nhện trong họ Hahniidae.
Loài này thuộc chi Hahnia. Hahnia michaelseni được Eugène Simon miêu tả năm 1902.